# Eulaliopsis binata
Eulaliopsis binata là một loài thực vật có hoa trong họ Hòa thảo. Loài này được (Retz.) C.E.Hubb. mô tả khoa học đầu tiên năm 1935.

## Hình ảnh

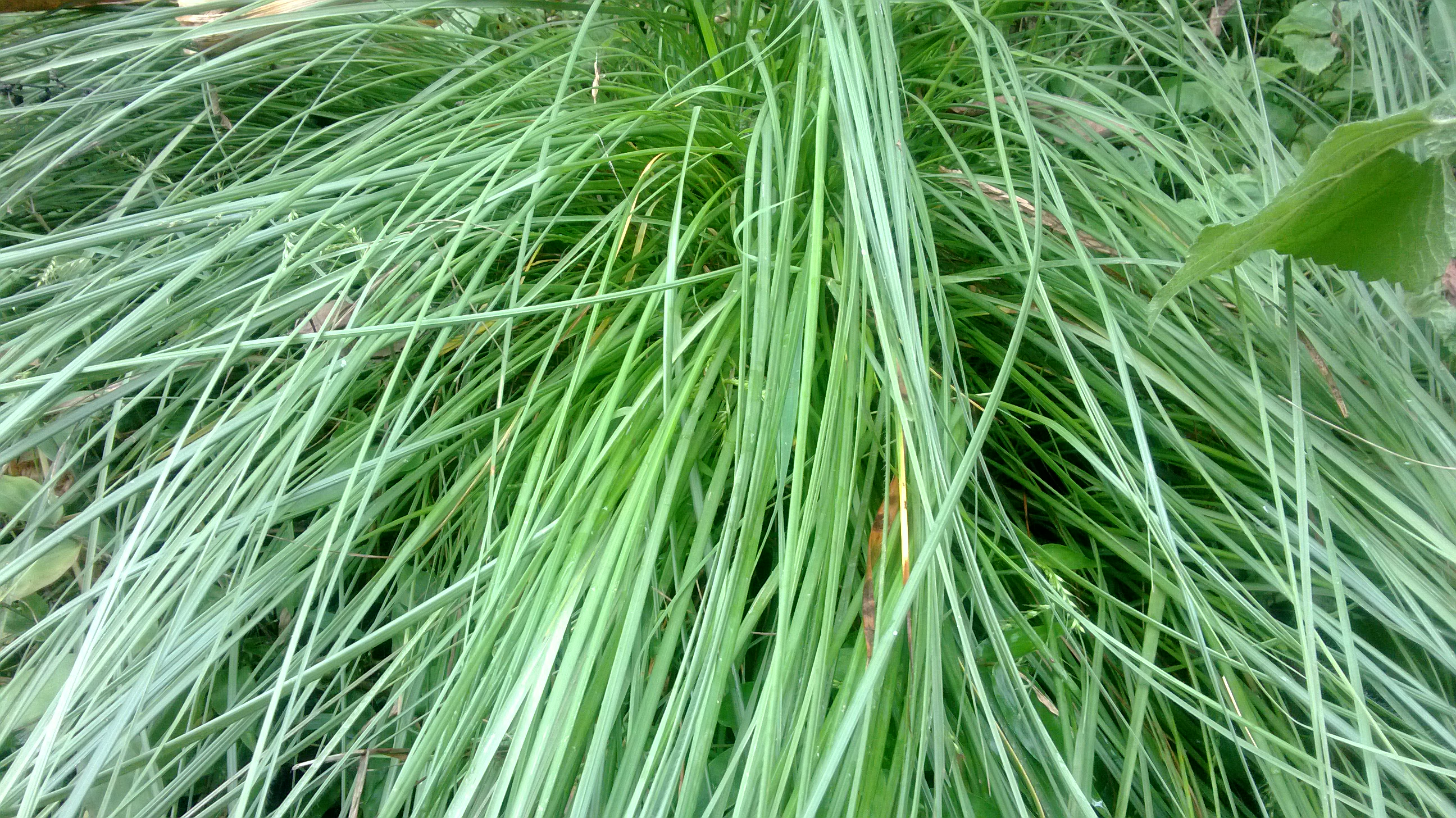
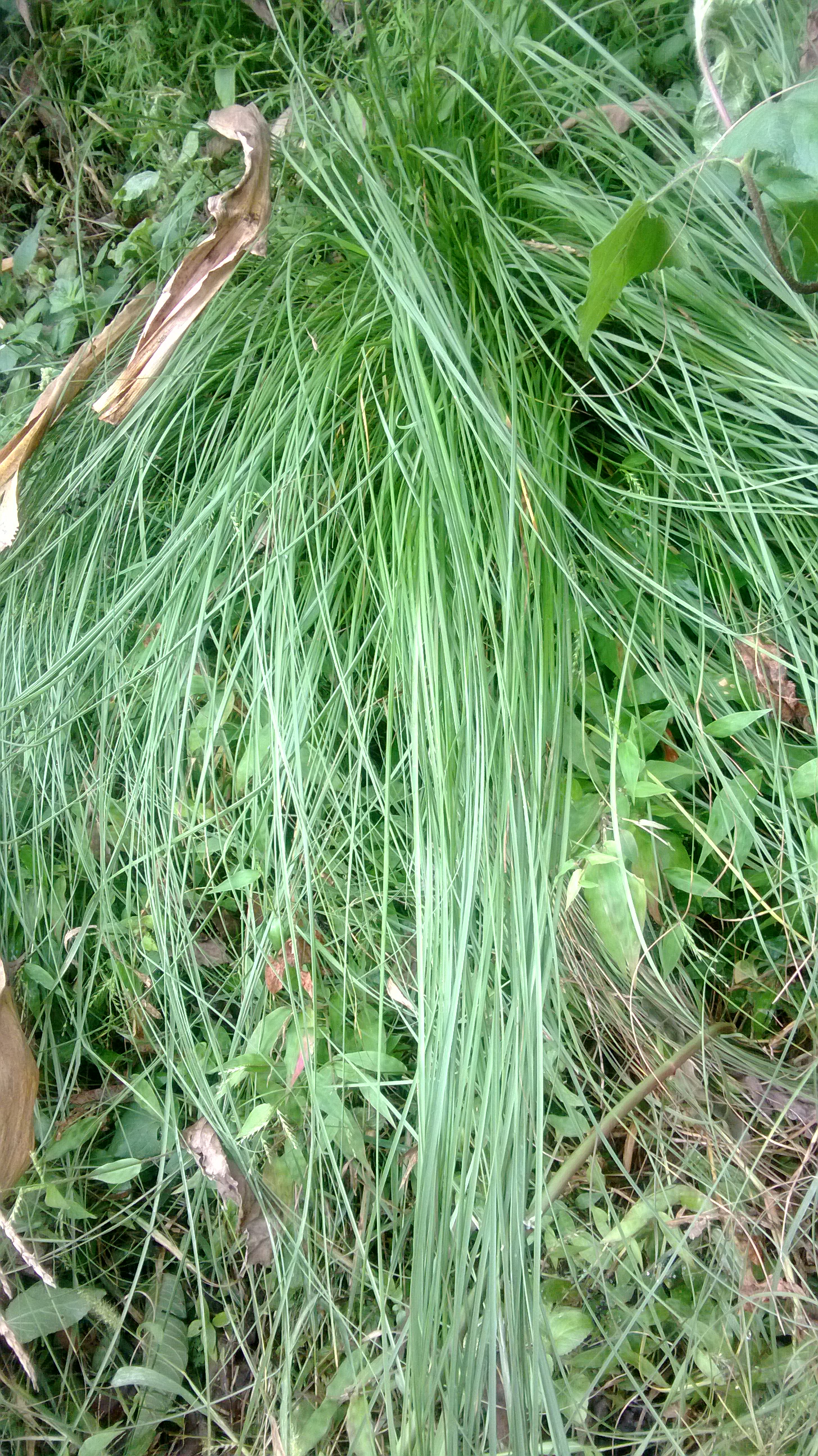
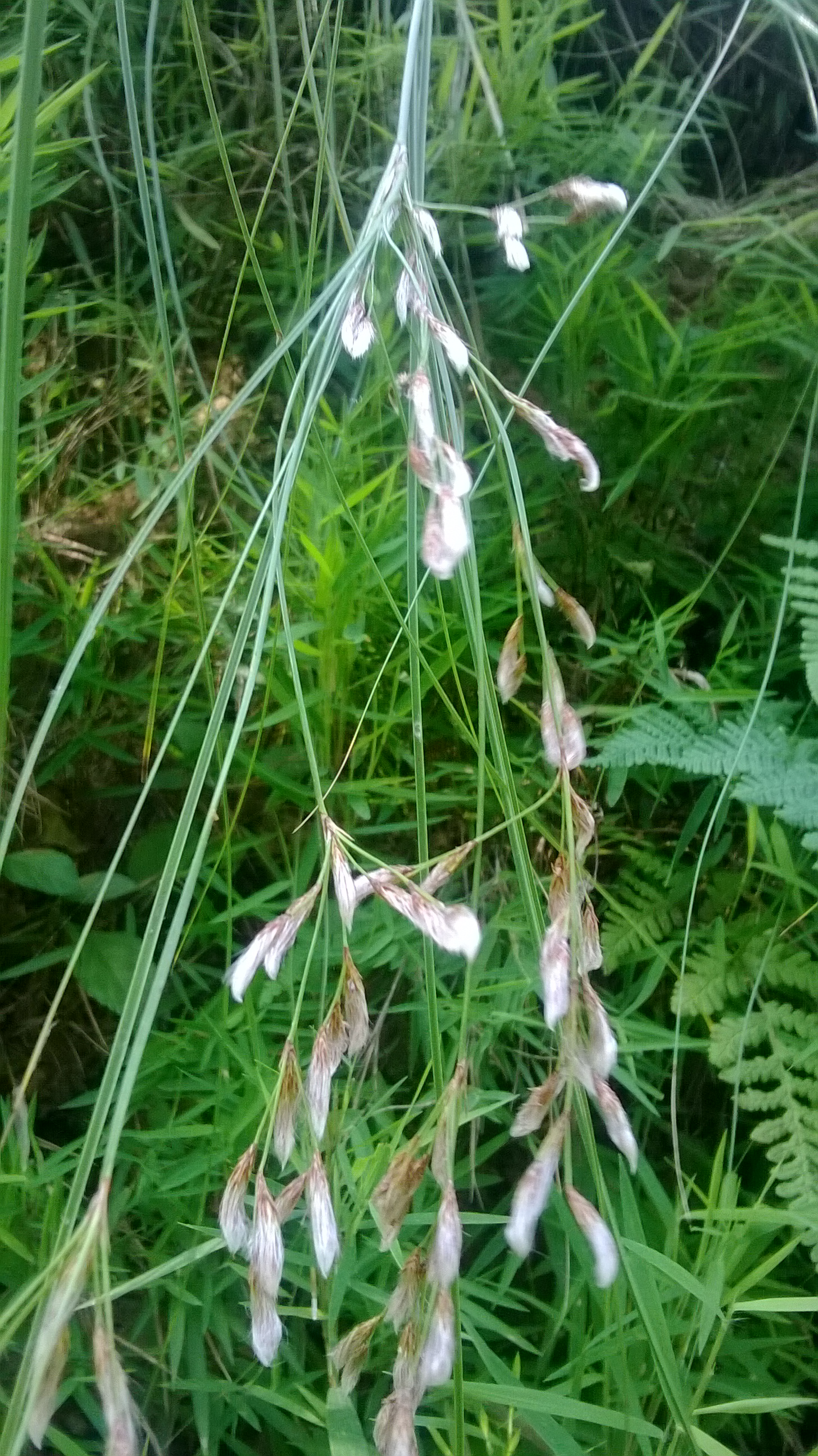